# 速報!!デジナマ巨人
速報!!デジナマ巨人（そくほう・でじなま・ジャイアンツ）は、2001年から2006年まで読売ジャイアンツの主催ゲーム開催日にBS日テレ（BS衛星放送）と日テレG+（CS衛星放送　CS日本）から生放送されていた巨人軍のナイトゲームダイジェスト番組である。
巨人主催ゲームを、その日の午後10時からダイジェストで1時間にまとめて放送する。
当時、特定の球団に絞ってダイジェストを放送するのは画期的なことだった。
野球中継に帰宅が間に合わないが、（5分程度しか放送されない）通常のスポーツニュースでは物足りないプロ野球ファンをターゲットとしていた。
番組スタートから4年は、巨人ファン、プロ野球ファンの芸能人を招き、司会の宮本和知と一緒にダイジェストを見ながら進行していくスタイルだった。
極楽とんぼの山本圭壱、古尾谷雅人、三田村邦彦、松村邦洋などが出演した。
試合が長引き、放送中でも試合が続いていた場合は、随時、最新の速報が挿入された。
BS日テレが本格的に野球中継を開始した2007年以降は放送されていない。

## メインキャスター
- 宮本和知（2001年度～）
- 2004年度～2006年度までは木曜日のみスポーツMAX出演の関係で、元木大介（2006年度）（スポーツコメンテーター　元巨人軍）などが担当する。

2001年度～2004年度まで女性のアシスタント（福世恵梨奈など）も出演していた。